# Frea tuberculata
Frea tuberculata är en skalbaggsart som beskrevs av Aurivillius 1910. Frea tuberculata ingår i släktet Frea och familjen långhorningar.
Artens utbredningsområde är Bioko. Inga underarter finns listade i Catalogue of Life.